# Faecalicatena contorta
Faecalicatena contorta es una especie de  bacteria grampositiva del género Faecalicatena. Fue descrita en el año 2017, es la especie tipo. Su etimología hace referencia a torcido. Anteriormente conocida como Eubacterium contortum. Es anaerobia estricta e inmóvil. Tiene un tamaño de 0,4-0,9 μm de ancho por 1,3-7,1 μm de largo. Temperatura de crecimiento entre 20-40 °C, óptima de 37 °C. 